# Abraham Duquesne
Abraham Duquesne, marquis du Bouchet (c. 1610 – 2 de febrer de 1688) va ser un oficial naval francès, que també va ser almirall a la marina sueca. Va néixer a Dieppe, un port marítim, el 1610, i era hugonot. Era fill d'un oficial de la marina i, per tant, es va convertir ell mateix en mariner, passant els seus primers anys al servei mercantil.

## Servei a la marina francesa
El 1635, esdevingué capità de la marina francesa. (capitaine de vaisseau). Va ser nomenat membre de l'esquadró "Neptú" el 1636. El maig de 1637 va guanyar certa fama per la presa de l'illa de Lerins d'Espanya. Per aquesta època, el seu pare va morir en un conflicte amb els espanyols, que va augmentar permanentment la seva animositat cap a ells i va buscar venjança. Els va combatre feroçment en la batalla de Guetaria el 1638, durant l'expedició a La Corunya el 1639, i a les batalles de Tarragona el 1641, a Barcelona i al cap de Gata .

## Servei a la marina sueca
Després Duquesne va marxar per unir-se a la marina reial sueca el 1643. Va lluitar contra la flota danesa comandada personalment pel rei Christian IV en la batalla de Colberger Heide a la fragata Regina 34. Més tard, a la Batalla de Fehmarn Belt, els danesos van ser derrotats de manera decisiva, el seu almirall Pros Mund va ser assassinat i el seu vaixell va ser pres. Després d'haver arribat a una pau entre els danesos i els suecs el 1645, va tornar a França.

## Retorn al servei francès

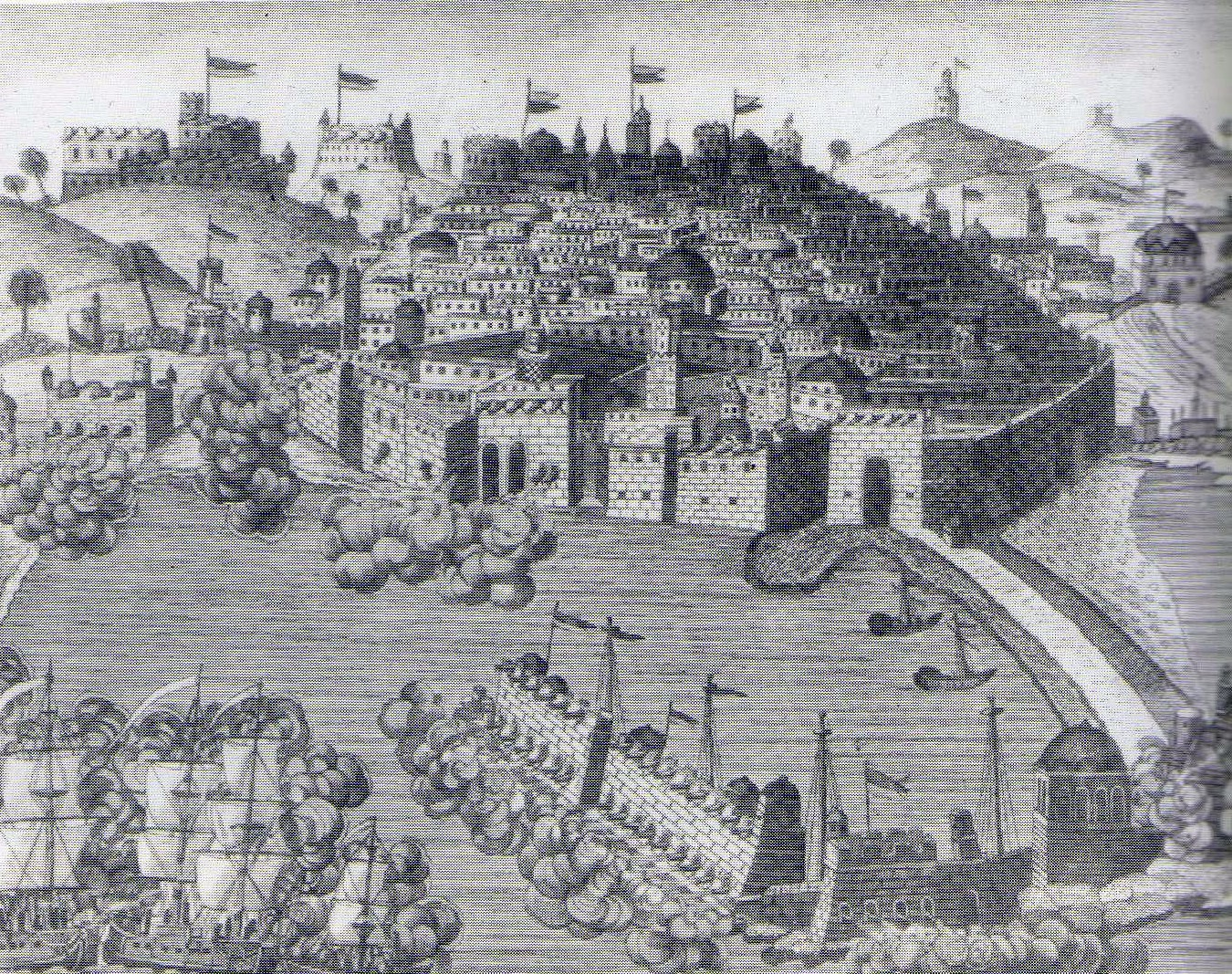
Bombardeig d'Alger el 1682, per Abraham Duquesne.

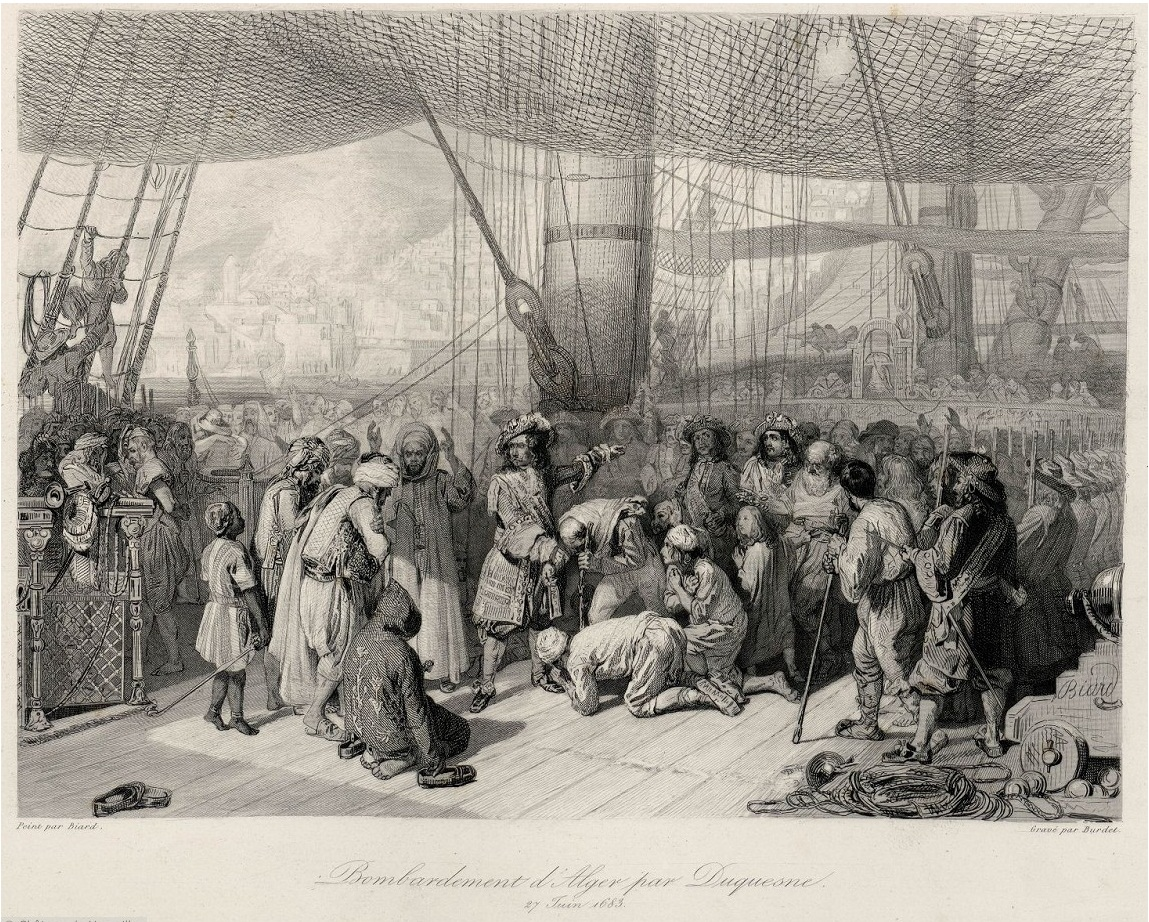
Abraham Duquesne lliurant captius cristians a Alger després del bombardeig d'Alger (1683).

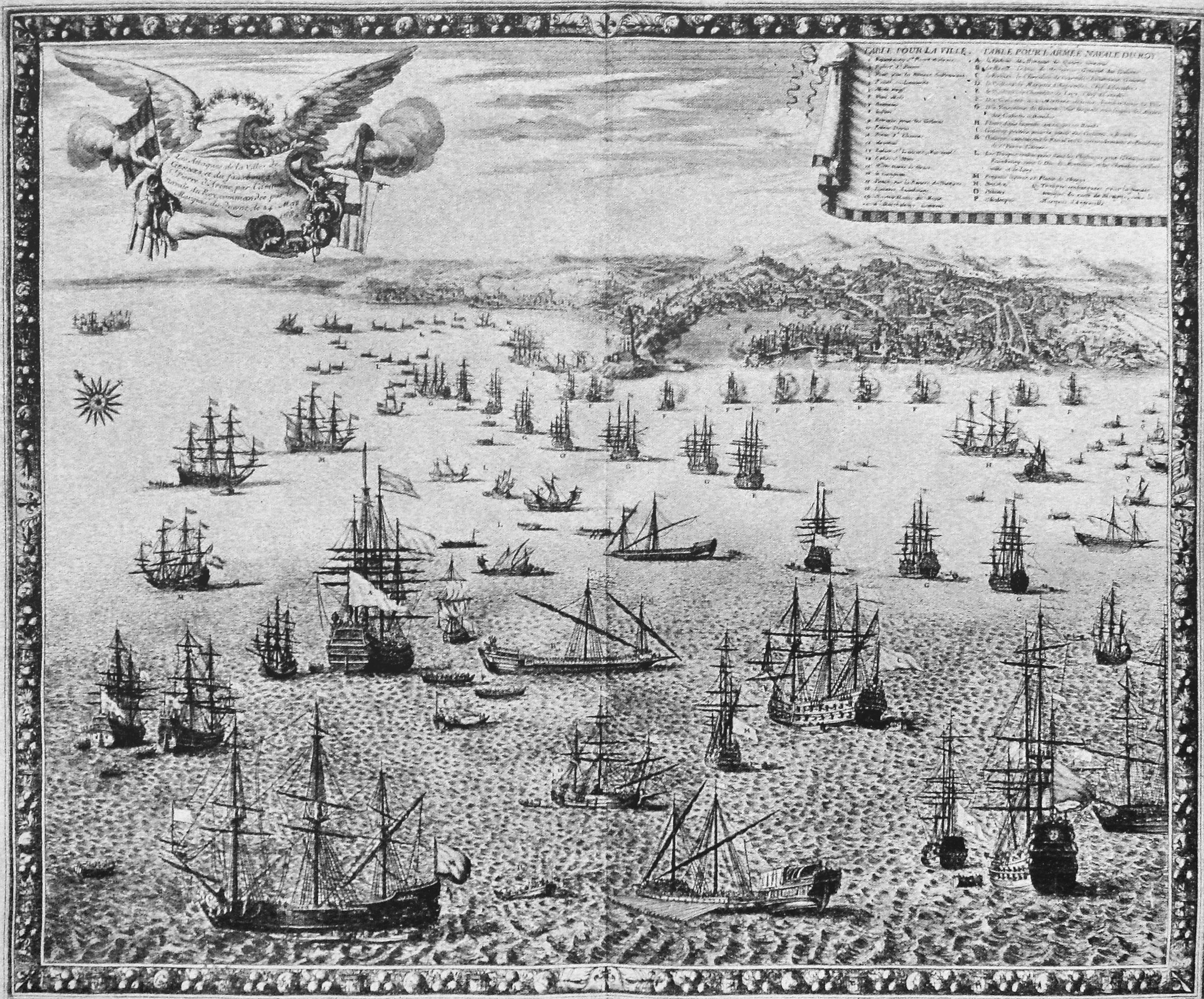
Bombardeig de Gènova per Duquesne el 1684, per Beaulieu le Donjon.

Va reprimir una revolta a Bordeus (que va ser recolzada materialment pel seu enemic més odiat, l'espanyol) el 1650, durant els brots de Fronda. Durant aquest mateix any, va crear a les seves pròpies despeses un escadron amb el qual va bloquejar la Gironde, obligant aquesta ciutat a rendir-se. Això li va valer una promoció a xef d'escadre (contraalmirall), un castell i un regal de tota l'illa d'Indre, Loira Atlàntica. Els francesos i els espanyols van fer la pau el 1659, la qual cosa el va deixar lluitar contra els pirates al mar Mediterrani. El 1667 va ser ascendit a tinent general (vicealmirall). Es va distingir a la Tercera Guerra Holandesa, lluitant com a segon al comandament de l'esquadró francès en la batalla de Solebay i després donant suport als insurgents en la revolta de Messina des d'Espanya, lluitant contra l'almirall Michel Adriaanzoon de Ruyter, que tenia les flotes unides d'Espanya. i les Províncies Unides sota el seu comandament. Va lluitar contra la flota combinada holandesa-espanyola en la batalla d'Stromboli i la batalla d'Augusta, on De Ruyter va resultar ferit mortalment. El 2 de juny va estar present com a segon al comandament quan la flota francesa sota el comandament de Comte i Vivonne va atacar i va destruir en part la flota combinada hispano-holandesa en la batalla de Palerm, que va assegurar el control francès de la Mediterrània. Per aquest èxit va rebre una carta personal de Lluís XIV i li va donar, el 1681, el títol de marquès juntament amb la possessió de Bouchet, tot i que era protestant.
Duquesne també va lluitar contra els pirates de Barbary el 1681 i va bombardejar Alger entre 1682 i 1683. En resposta, els algerians van lligar el cònsol francès Jean Le Vacher al seu enorme canó Baba Merzoug i el van disparar cap a la flota francesa el juliol de 1683. Un altre cònsol francès va rebre el mateix tractament el 1688, i el canó va passar a ser conegut com La Consulaire. Duquesne va bombardejar Gènova el 1684.

## Darrers anys

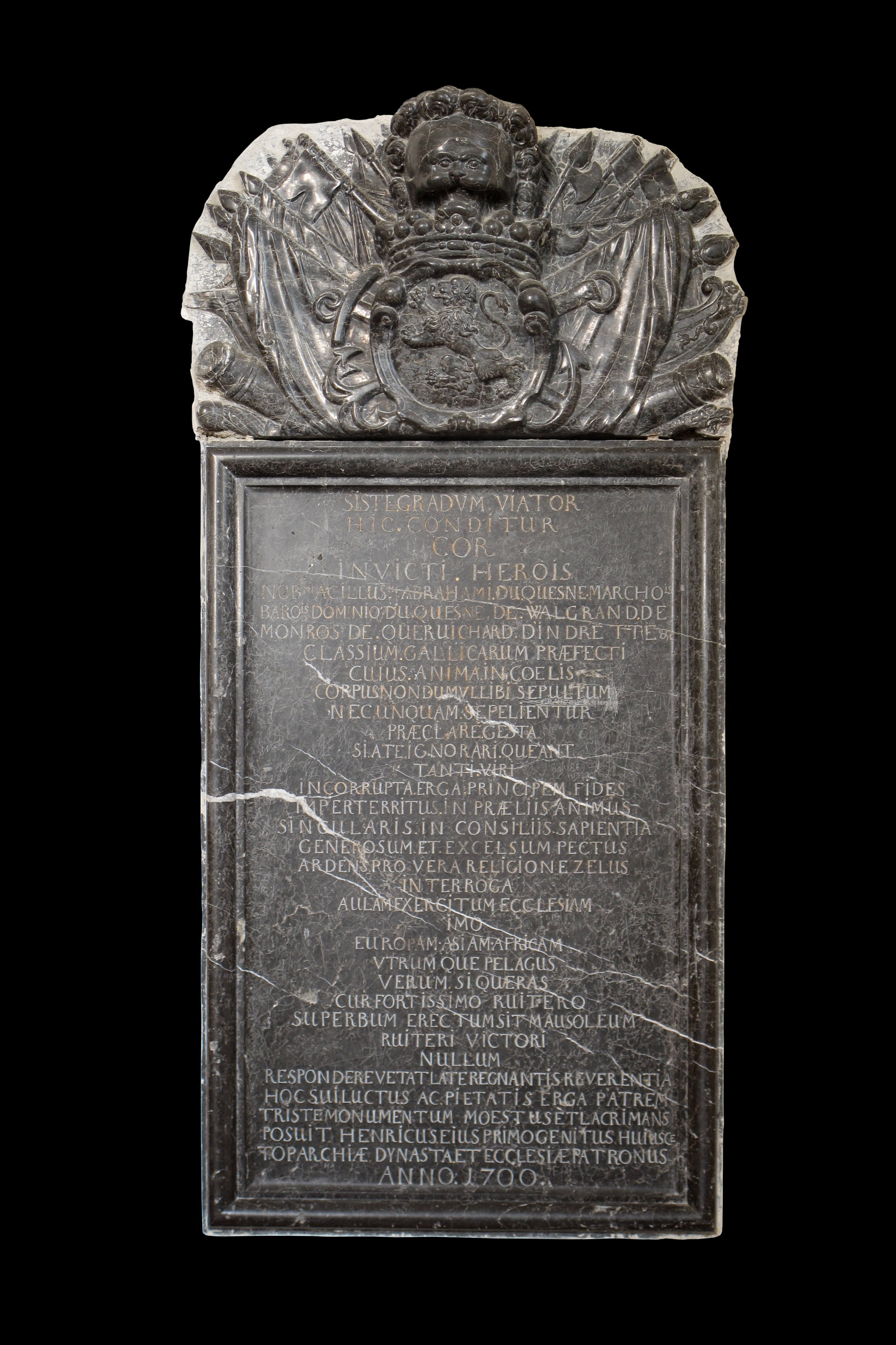
Placa i cor de l'almirall Duquesne

En aquell mateix any, 1684, es va retirar per la mala salut. Potser va preveure la revocació de l'Edicte de Nantes el 1685, tot i que va quedar exempt de la proscripció. Va morir a París el 2 de febrer de 1688.
El cor d'Abraham va ser col·locat en una caixa de plata i enviat a Aubonne, Suïssa després de la seva mort. Més de cent anys després, el 1894, la caixa va ser descoberta i traslladada al seu lloc de naixement a Dieppe.

## Curiositats
- El marquès Duquesne de Menneville, un altre mariner famós, era el seu nebot
- 8 vaixells de la Marina Reial Francesa han estat nomenats en el seu honor, vegeu el vaixell francès Duquesne